# Amissi Tambwe
Amissi Tambwe (* 24. Oktober 1988 in Bujumbura) ist ein burundischer Fußballspieler auf der Position eines Stürmers.

## Vereinskarriere

### Karrierebeginn in Burundi
Amissi Tambwe wurde am 24. Oktober 1988 in Bujumbura geboren. Über seine frühe Karriere als Fußballspieler ist nur wenig bis gar nichts bekannt. Zumindest im Jahre 2008 soll er für den Aigle Noir FC de Makamba bzw. einem Vorgängervereins des Klubs in Erscheinung getreten sein. Im Jahr 2009 trat er für den Verein daraufhin in der höchsten burundischen Fußballliga an, wobei er mit dem Team im Endklassement den achten Tabellenplatz belegte. Danach wechselte er in die Hauptstadt Bujumbura zum dort ebenfalls in der Erstklassigkeit agierenden Vital’O FC. Beim burundischen Fußballrekordmeister wurde er auf Anhieb Meister und nahm an der CAF Champions League 2011 teil. Dort schied er aufgrund der Auswärtstorregel noch in der Vorrunde gegen Cotonsport Garoua aus Kamerun vom laufenden Turnier aus. In der nachfolgenden Saison 2010/11 belegte er mit seiner Mannschaft im Endklassement den dritten Platz und beendete auch den burundischen Fußballcup 2011 mit dem Vital’O FC als Drittplatzierter. Im burundischen Supercup 2011 schied das Team noch im Semifinale gegen den Atlético Olympic FC aus.
In der Saison 2011/12 feierte Tambwe mit seinem Team erneut den Meistertitel und schaffte es in diesem Jahr auch in das Finale des burundischen Fußballpokals. In ebendiesem verlor der Vital’O FC am 15. September 2012 mit 0:1 gegen den LLB Académic FC. Im burundischen Supercup 2012 fand die Mannschaft erneut im Halbfinale ein jähes Ende; in diesem Fall ebenfalls gegen den LLB Académic FC. Aufgrund des Meistertitels war die Mannschaft für die CAF Champions League 2013 teilnahmeberechtigt. Nachdem das Team aufgrund der Auswärtstorregel knapp über die Vorrunde gekommen war, schied sie in der darauffolgenden 1. Runde mit einem Gesamtscore von 0:2 gegen Rangers International aus Nigeria aus. In der nachfolgenden Spielzeit 2012/13 schaffte es der Stürmer mit dem Vital’O FC lediglich auf den vierten Platz in der Endtabelle, wobei das Team nur fünf Punkte hinter Meister Flambeau de l’Est FC lag. Im Fußballpokal dieses Jahres schaffte es das Team abermals nicht bis ins Finale.

### Wechsel nach Tansania
Noch vor dem Beginn der Saison 2013/14 wechselte Tambwe ins Nachbarland Tansania, wo er beim Simba FC, der neben dem Young Africans SC einer der Topklubs des Landes ist, unter Vertrag genommen wurde. Beim Verein aus Daressalam war er auf Anhieb Stammspieler und brachte es bei Einsätzen in allen 26 Meisterschaftsspielen auf eine Bilanz von 19 Treffern, wobei er beinahe die Hälfte aller Tore seiner Mannschaft in dieser Saison erzielt hatte. Im Endklassement reichte es für das Team lediglich für den vierten Tabellenplatz. Zur Saison 2014/15 wechselte der Hauptleistungsträger zum Ligakonkurrenten und tansanischen Rekordmeister Young Africans SC. Hier wurde er bereits in seiner ersten Spielzeit tansanischer Meister und qualifizierte sich somit für die Teilnahme an der Vorrunde der CAF Champions League 2016. In dieser bezwang das Team Cercle de Joachim aus Mauritius mit einem Gesamtscore von 3:0 und war auch in der ersten Runde gegen den APR FC aus Ruanda, gegen den er drei Jahre zuvor noch mit seinem damaligen Team in der Vorrunde unterlegen war, siegreich. Mit einem Gesamtscore von 3:2 schaffte es der Young Africans SC bis in die zweite Runde, wo er schließlich mit einer Gesamtwertung von 2:3 gegen al Ahly Kairo aus Ägypten unterlag. Als Verlierer dieser Runde nahm das Team daraufhin an der Play-off-Runde des CAF Confederation Cup 2016 teil, wo es mit einem Gesamtscore von 2:1 über Sagrada Esperança aus Angola in die nachfolgende Gruppenphase einzog. In dieser belegte das Team rund um Amissi Tambwe den vierten und damit letzten Platz in der Gruppe A und schied so von diesem Turnier aus.
Der Young Africans SC konnte den Meistertitel auch in der nachfolgenden Spielzeit 2015/16 verteidigen. In dieser Saison konnte sich Tambwe mit 21 Treffern als Torschützenkönig der tansanischen Premier League hervortun und erhielt für diese Leistung die mit 5.742.940 Burundi-Franc (umgerechnet rund 2.700 Euro) dotierte Auszeichnung als Torschützenkönig. Des Weiteren nahm er mit seiner Mannschaft an der Vorrunde der CAF Champions League 2017 teil, besiegte in dieser den komorischen Verein Ngaya Club de Mdé mit einem Gesamtscore von 6:2 und schaffte den Einzug in die erste Runde. In dieser unterlagen die Tansanier aufgrund der Auswärtstorregel gegen den Zanaco FC aus Sambia. Nach dem Ausscheiden aus diesem Wettbewerb nahm der Young Africans SC als einer der Verlierer dieser Runde an der Play-off-Runde des CAF Confederation Cup 2017 teil. Noch in dieser Runde unterlag das Team dem MC Alger mit einer Gesamtwertung von 1:4 und schied auch von diesem Turnier aus. Aufgrund des Meistertitels 2016/17 war das Team auch für die Teilnahme an der Vorrunde der CAF Champions League 2018 qualifiziert. Nach einem Gesamtergebnis von 2:1 über Saint Louis Suns United von den Seychellen schieden die Young Africans in der nachfolgenden ersten Runde gegen die Township Rollers aus Botswana mit einem Gesamtescore von 1:2 bereit frühzeitig aus dem Turnier aus. Als unterlegene Mannschaft durfte er mit der Mannschaft jedoch in die zweite Runde des CAF Confederation Cup 2018 einstiegen. Hierbei schafften es die Young Africans sich gegen Welayta Dicha aus Äthiopien durchzusetzen und kamen somit in die Gruppenphase. Als Letzter der Gruppe D schied das Team noch vor der Finalrunde aus dem Turnier aus; Tambwe kam im Verlauf des Wettbewerbs lediglich zu zwei Kurzeinsätzen in der Gruppenphase.
In der nachfolgenden Spielzeit 2017/18 brachte es Tambwe auf 17 von 30 möglich gewesenen Meisterschaftseinsätzen, in denen er insgesamt fünf Tore beisteuerte. Im Endklassement rangierte er mit den Young Africans auf dem dritten Platz hinter dem Azam FC (Zweiter) und dem überlegenen Meister, dem Simba SC. In der auf 20 Mannschaften aufgestockten Premier League 2018/19 spielte er mit seiner Mannschaft lange um den Meistertitel mit, konnte sich mit dem Team am Ende jedoch nicht gegen den Simba SC durchsetzen und beendete die Saison mit 86 Punkten auf dem zweiten Tabellenrang. Im tansanischen Fußballpokal unterlag die Mannschaft im Halbfinale dem Lipuli FC mit 0:2.

### Wechsel in den Oman
In weiterer Folge tat sich für Tambwe ein neuerlicher Wechsel ins Ausland auf; so wechselte er vor Saisonbeginn 2019/20 ins Sultanat Oman, wo er vom Fanja SC mit Spielbetrieb in der Oman Professional League unter Vertrag genommen wurde. In der höchsten omanischen Fußballliga kam er daraufhin regelmäßig zum Einsatz und machte dabei auch die Verantwortlichen des burundischen Fußballverbands auf sich aufmerksam, was nach einer über dreieinhalbjährigen Abwesenheit wieder zu Länderspieleinsätzen für Burundi führte. Nachdem der Spielbetrieb aufgrund der COVID-19-Pandemie Mitte März nach 23 von 26 gespielten Runden vorzeitig unterbrochen worden war, wurde die Liga über sieben Monate später fortgesetzt und die restlichen drei Runden der Meisterschaft ausgetragen. Im Endklassement rangierte Tambwe mit seinem Klub auf dem vierten Tabellenplatz; aufgrund finanzieller Probleme zog sich der Fanja SC jedoch nach Saisonende aus dem Spielbetrieb zurück. Über den weiteren Verbleib Tambwes ist zum aktuellen Zeitpunkt (Stand: 14. Februar 2021) nichts bekannt. Im Oktober 2020 zeigte er sich erfreut über die Verpflichtung von Cedric Kaze als neuer Trainer seines Ex-Vereins, den Young Africans.

## Nationalmannschaftskarriere
Als Spieler des burundischen Rekordmeisters Vital’O FC schaffte der damals 22-jährige Tambwe den Sprung in die burundische Fußballnationalelf. Unter dem gebürtigen Algerier Adel Amrouche, der auch im Besitz der belgischen Staatsangehörigkeit ist, debütierte er am 5. Januar 2011 bei einer 1:3-Niederlage in einem freundschaftlichen Länderspiel gegen Uganda. Hierbei kam er von Beginn an zum Einsatz und wurde ab der 81. Spielminute durch Mirag Abdoul Razak ersetzt. Bereits bei seinem zweiten Länderspieleinsatz, einem drei Tage später stattfindenden 1:1-Remis gegen Tansania, bei dem er abermals von Beginn an zum Einsatz kam, erzielte er in der 50. Spielminute den 1:0-Führungstreffer und wurde in Minute 84 erneut durch Mirag Abdoul Razak ersetzt. Weitere drei Tage später absolvierte er im Freundschaftsspiel gegen Ägypten sein drittes Länderspiel und spielte bei der 1:3-Niederlage über die volle Spieldauer durch.
Daraufhin war er rund zwei Jahre an keinem weiteren Länderspiel mehr beteiligt, ehe er zwischen Ende November und Anfang Dezember 2012 am CECAFA-Cup 2012 in Uganda teilnahm. Dabei setzte ihn der nunmehrige Trainer Lofty Naseem, ein Ägypter, in einem Gruppenspiel gegen Tansania und anschließend in der Viertelfinalpartie gegen Sansibar ein. In keiner der beiden Partien spielte Tambwe über die volle Spieldauer durch. Noch im Viertelfinale unterlag Burundi im Elfmeterschießen der Mannschaft von Sansibar und schied so aus dem laufenden Turnier aus. Lofty Naseem setzte den Stürmer daraufhin, nachdem er am Hinspiel nicht zum Einsatz kam, am 6. Januar 2013 im Rückspiel der Vorrunde der Qualifikation zur Afrikanischen Nationenmeisterschaft 2014 gegen die im Vorfeld favorisierten Kenianer ein. Nachdem Kenia bezwungen war, wartete etwa ein halbes Jahr später in der ersten Qualifikationsrunde zur Afrikanischen Nationenmeisterschaft 2014 der von Mohamed Abdallah trainierte Sudan auf Burundi. In den beiden im Juli 2013 stattfinden Länderspielen wurde der damals 24-jährige Mittelstürmer schließlich eingesetzt und erzielte im Hinspiel den 1:0-Führungstreffer zum späteren 1:1-Endstand. In weiterer Folge schaffte das Team erst im Elfmeterschießen des Rückspiels die Qualifikation zur Anfang 2014 stattfindenden Endrunde in Südafrika. An ebendieser kam Tambwe daraufhin jedoch nicht zum Einsatz.
Nach einem weiteren Länderspieleinsatz in einem Freundschaftsspiel gegen Ruanda am 5. März 2014 kam er daraufhin am 26. April 2014 bei einem weiteren Freundschaftsspiel gegen Tansania bereits unter dem neuen Trainer Rainer Willfeld, der bereits seit Februar 2013 im Land weilte und hier sowohl Spieler als auch Trainer ausbildete, zum Einsatz. Unter dem Deutschen kam Tambwe daraufhin im Jahre 2014 zu einer Reihe von Länderspieleinsätzen. Im Juni 2014 wurde er dabei unter anderem in den beiden Zweitrundenqualifikationsspielen zur Afrikameisterschaft 2015 gegen Botswana eingesetzt, als er mit seinem Heimatland mit einem Gesamtscore von 0:1 unterlag und sich somit nicht für die Endrunde in Äquatorialguinea qualifizierte. Danach folgte in diesem Jahr noch ein weiterer Einsatz in einem freundschaftlichen Länderspiel gegen Kenia im Juli; im Freundschaftsspiel gegen Tansania im September saß er nur uneingesetzt auf der Ersatzbank.
Nachdem es im Februar 2015 zu einem weiteren Trainerwechsel bei Burundi kam und der Algerier Ahcene Aït-Abdelmalek übernommen hatte, dauerte es bis Juni 2015, ehe Tambwe wieder in einem Ländermatch eingesetzt wurde. Aït-Abdelmalek setzte ihn dabei am 13. Juni 2015, beim ersten Gruppenspiel der Qualifikation zur Afrikameisterschaft 2017 über die volle Spieldauer ein, wobei Tambwe in Minute 59 die Vorarbeit zu Fiston Abdul Razaks 1:1-Ausgleichstreffer leistete; das Spiel endete in einer 1:3-Niederlage. Am 13. Oktober 2015 wurde er beim 2:0-Sieg im Rückspiel der ersten Runde der Qualifikation zur WM 2018 gegen die Seychellen eingesetzt, jedoch ab der 65. Minute durch Abbas Nshimirimana ersetzt. Etwa mehr als einen Monat später wurde er vom Algerier auch beim 2:2-Remis im Rückspiel der zweiten Runde der Qualifikation zur WM 2018 gegen die Demokratische Republik Kongo aufs Spielfeld geschickt, diesmal ab der 62. Spielminute als Ersatz für den Debütanten Gaël Bigirimana. Da die DR Kongo bereits das Hinspiel mit 3:2 gewonnen hatte, stieg sie in die nächsthöhere Spielrunde auf und Burundi schied aus der laufenden Qualifikation aus. Tambwes nachfolgenden Einsätze erfolgten Ende November 2015 im CECAFA-Cup 2015; hier kam er in zwei der drei Gruppenspiele seines Heimatlandes zum Einsatz. Dabei gelang ihm beim zweiten Gruppenspiel gegen Kenia, einem 1:1-Remis, in der 11. Spielminute der Treffer zur frühzeitigen 1:0-Führung. Am Ende der Gruppenphase belegte Burundi den dritten Platz und war in der Rangliste der drei Gruppendritten an letzter Stelle und schaffte somit als einziges drittplatziertes Team nicht den Einzug ins anschließende Viertelfinale.
Am 26. März 2016 nahm der Stürmer am dritten Gruppenspiel der Qualifikation zur Afrikameisterschaft 2017 gegen Namibia teil, wobei Burundi mit 1:3 unterlag. Nachdem Burundi im drei Tage später stattfindenden Rückspiel gegen Namibia das Ergebnis gedreht und mit 3:1 gewonnen hatte, kam Amissi Tambwe nicht zum Einsatz. Im darauffolgenden Gruppenspiel der Qualifikation zur Afrikameisterschaft 2017 gegen den Senegal kam er bereits unter dem neuen Trainer Olivier Niyungeko, der bisher als Assistent von Ahcene Aït-Abdelmalek, der vom burundischen Fußballverband entlassen wurde, agiert hatte, zum Einsatz.
Danach dauerte es über dreieinhalb Jahre, ehe Tambwe wieder in der burundischen Nationalmannschaft Berücksichtigung fand. Anlässlich des Bangabandhu Cups des Jahres 2020 wurde er in das burundische Aufgebot geholt und kam beim im Januar 2020 stattfindenden Turnier in allen vier Länderspielen seines Heimatlandes zum Einsatz. Beim 3:1-Erfolg über die Seychellen im zweiten Gruppenspiel konnte mit den Treffern zum 2:1 in der 60. Minute und zum 3:1 in der 61. Minute den erfolgreichen Weg Burundis bis ins Finale ebnen. Nachdem Burundi im Halbfinale Bangladesch deutlich mit 3:0 bezwungen hatte, unterlag das Team erst im Finale Palästina mit 1:3. Bis dato (Stand: 14. Februar 2021) kam Tambwe in mindestens 25 Länderspielen für sein Heimatland zum Einsatz und erzielte dabei sechs Tore.

## Erfolge
mit dem Vital’O FC
- 2 × Burundischer Fußballmeister: 2010 und 2011/12
- 1 × Burundischer Fußballpokalfinalist: 2012

mit dem Young Africans SC
- 3 × Tansanischer Meister: 2014/15, 2015/16 und 2016/17
- 1 × Tansanischer Torschützenkönig: 2015/16 (21 Tore)

mit der Burundischen Fußballnationalmannschaft
- 1 × Finalist des Bangabandhu Cup: 2020